# Histoire de l'Union sportive Boulogne Côte d'Opale
L'Union sportive Boulogne Côte d'Opale (ou US Boulogne) est un club de football français fondé en 1898 et situé à Boulogne-sur-Mer (Nord-Pas-de-Calais). Le club dispute ses matchs à domicile au stade de la Libération. 
Le club est présidé par Jacques Wattez et l'équipe première est entraînée par Michel Estevan depuis 2011. 3e de Ligue 2 à l'issue de la saison 2008-2009, le club monte pour la première fois de son histoire en Ligue 1 mais redescend aussitôt en Ligue 2.
La meilleure performance de l'US Boulogne en coupe de France est une demi-finale en 1937 et trois quart-de-finale en 1929, 2005 et 2010.

## 1898-1935: Naissance et débuts de l'USB
Sous l'impulsion de jeunes sportifs, l'Union sportive boulonnaise voit le jour en décembre 1898 et s'oriente rapidement vers la pratique exclusive du football. Le premier président de l'histoire du club est Mr Stevens.
À la création du club, les premiers matchs se joueront place de Capécure. Le club joue alors déjà en noir et rouge. Le public découvre alors ce nouveau jeu importé d'Angleterre et, très vite, il se passionne pour les Rouge et Noir qui comptent plusieurs internationaux et qui devient un des clubs phares de la région. Jusqu'en 1901, les matchs se dérouleront place de Capécure avant que l'équipe ne déménage au Moulin Wibert sur un terrain où souffle bien souvent un vent violent.
L'USB gagne le Championnat maritime à 9 reprises : en 1900, 1903, 1904, 1905, 1906, 1907, 1908, 1909 et 1922.

En 1926, le club termine ex æquo en tête du championnat du Nord avec le Racing Club de Roubaix.

L'USB se signale en Coupe de France, en atteignant les quarts de finale en 1929 et les huitièmes en 1922, 1925, 1928 et 1931.

Représentant de la division d'Honneur de la Ligue du Nord (champion en 1926), l'USB profite du passage au statut professionnel de trois clubs nordistes pour sauver sa tête en DH Nord en 1932.
Durant les 3 saisons suivantes, Boulogne finira à chaque fois le championnat de  DH Nord en 7e position.Moins de 10 ans après la création du club et seulement 3 après la création de l'Équipe de France de football, l'USB envoie en 1907 son premier international français nommé Georges Bon. D'autres suivront tels que le gardien Maurice Tillette, Alexis Mony, Pierre Mony, Louis Bloquel et Lucien Leduc.

## 1935-1939: Le1erpassageau professionnalisme
Le club passe au professionnalisme en 1935 sous l'impulsion du président Marcel Lacroix.
Pour sa première saison en Division 2, le club finit 14e et se fait éliminer en 16e de 
finale de la Coupe de France par l'AS Saint-Etienne qui échouera à la montée à la différence de buts.
La saison suivante, sera la meilleure en Division 2 durant cette période puisque le club finit 7e de son championnat.
Surtout, le club brille en Coupe de France en atteignant les 1/2 finale de l'épreuve après avoir écarté 3 clubs de D1, le FC Mulhouse, le RC Roubaix (3-1 en 1/8 de finale) et le RC Paris (1-0 en 1/4 de finale) tenant du trophée.  
Le 4 avril 1937, Boulogne affronte le FC Sochaux en demi-finale à Paris devant 30 000 spectateurs dont 4 000 boulonnais. 
Les Rouge et Noir tiendront le nul jusqu'à la mi-temps avant de s'écrouler et de perdre 6-0 face à une équipe qui ratera le doublé Coupe-Championnat à la différence de buts par la faute de Marseille.
Les 2 saisons suivantes seront plus fades.
À noter qu'elles voient les débuts de Lucien Leduc qui commence sa carrière professionnelle au club à 18 ans et qui deviendra par la suite international français à 4 reprises ainsi qu'un brillant entraîneur avec notamment quatre championnats de Division 1 à son actif.
En Division 2, après avoir passé la 1re phase du championnat sans encombre (2e sur 6 dans la poule Nord), la 2e phase pour l'accession en Division 1 est plus difficile avec finalement une 13e place (sur 16 clubs).
En Coupe de France, l'USb s'incline 2-0 en 1/8 de finale de finale à Marseille 2-0, futur vainqueur de l'épreuve et privé du doublé Coupe-Championnat par ... Sochaux.
Lors de la saison 1938/1939, Harry Newell inscrit 39 buts, et l'USB finit dans le ventre mou de la division à la 10e place.

## 1939-1959: La guerre et ses conséquences
Le championnat est interrompu et Boulogne subit près de 500 bombardements durant la guerre détruisant totalement les installations sportives du club. Le club fut contraint de jouer un temps sur une vaste étendue d'herbe en forte pente avant de trouver refuge en 1947 au stade Henri Fonteilles avant de revenir au stade du Moulin-Wibert.
Boulogne repart alors en Division Maritime pour 2 saisons avant d'accéder à la PH en terminant 2e lors de la saison 1946/1947.
En 1948, l’USB termine 3e sur 16 et accède à la DH Nord mais reste au 4e niveau français car une division est créée en dessous de la Division 2 qui est le CFA.
L'USB fait 2 saisons prometteuses conclues à la 3e place en 1949 et à la 5e place en 1950.
Mais, en 1951 l’USB termine 12e sur 13 et redescend en PH.
En 1952, l’USB termine 1er sur 14 de son championnat de PH et accède ainsi de nouveau à la DH Nord.
De 1952 à 1959, l’USB reste 7 ans en DH en n'ayant jamais entrevu la montée en CFA.
Au contraire, en 1955 et 1958, Boulogne finit même première équipe non-relégable.
La saison suivante est du même acabit car Boulogne finit avant-dernier mais grâce au soutien de Pierre Wattez, le club obtient le statut professionnel et grimpe donc en Division 2 soit 2 divisions d'un coup.
En 1957, Boulogne intègre son nouveau stade, le Stade de la Libération qui est toujours le stade actuel du club.

## 1959-1979: Le2epassageau professionnalisme

### 1959-1969: Un barrage de montée au milieu de saisons maussades
Après une candidature avortée en 1957, Boulogne se voit finalement accorder le statut professionnel en 1959 grâce à l'abandon du statut professionnel du Perpignan FC. Pierre Wattez devient Président du club. Les débuts en 2e division sont difficiles puisque le club boucle la saison 1959-1960 à l'avant-dernière place (19e sur 20) mais reste en D2, puisqu'il n'y pas de relégations.
Le club fera dans la foulée quelques saisons sans éclat bouclées entre la 6e et la 15e place.
Lors de la saison 1964/1965, Boulogne boucle le championnat à la place de 5e et accède aux barrages de montée. Au dernier match qui décide de l'accession en D1, Nîmes joue chez lui et remporte la victoire par 2 à 1, Boulogne restera donc en seconde division.

### 1969-1973:  Naissance de l'USGB qui joue les premiers rôles
Au départ de la saison 1969/1970 l'Union Sportive Boulonnaise (USB) devient l'Union Sportive du Grand Boulogne (USGB). Cette mutation, qui s'appuie sur les socios, permet au club d'éviter le retour en amateurs comme c'est le cas au Lille OSC et au RC Lens. Grâce à une opération socios menée par Paulet Rousseaux, le club se renfloue.
Durant ces 4 années, Boulogne ne fera pas moins bien que 6e et finit même 2e de la poule Nord lors de la saison 1972-1973, ce qui permet au club de disputer un barrage face au 2e de la poule Sud qui est l'AS Monaco.
Après un match nul 2-2 à domicile, Boulogne prend l'eau au retour (8-1) et rate une nouvelle fois l'accession en Ligue 1.

### 1973-1979: La lente dégringolade vers la D3
Si, la saison 1973-1974 est couronnée par une 4e place et un 16e de finale de Coupe de France perdu face à l'AS Saint-Étienne qui gagnera cette coupe et également le championnat de France de 1re division.
Les saisons suivantes amorcent le déclin de Boulogne qui finit 9e en 1974-1975, 14e en 1975-1976 où le maintien n'est assuré que pour un point, encore 14e la saison suivante et 11e en 1977-1978.
La saison 1978-1979, voit la relégation de Boulogne en Division 3 en finissant certes 16e et premier relégable mais avec 7 points de retard sur Blois qui finit 15e. Boulogne doit donc abandonner son statut professionnel.

## 1979-2004: Les années difficiles

### 1979-1983: La descente aux enfers continue
Après la relégation en D3, le club va rater complètement la saison 1979-1980 en 3e division puisque le club descend encore un échelon et se retrouve en D4. Cela ne s'arrête pas là, puisque Boulogne ne finit que 10e sur 14 lors de la saison 1980-1981, et pire, finit 13e la saison suivante et se retrouve en DH, le 5e niveau français après avoir subi sa troisième descente en 4 ans. Robert Sénéchal prend alors la direction du club avec Bernard Souillez sur le banc et Boulogne stoppe la spirale infernale en gagnant le titre de DH. Boulogne revient donc en Division 4.

### 1983-2004: Entre National et CFA
Le club revient en D4 et rate de peu la montée immédiate en D3 à cause d'une bonne différence particulière que la réserve d'Amiens.
Boulogne va jouer souvent la montée dans les années qui suivent en finissant 5 fois sur 7 dans les 5 premiers, comme lors de la saison 1985-1986 où Boulogne rate la montée en perdant le dernier match à Saint-Quentin. En 1990, Philippe Neyring devient président et obtient le soutien de la mairie de Boulogne. En 1991, le club rate encore de peu la montée, mais le 2e Compiègne se retire et Boulogne monte alors en D3 après avoir joué 8 ans en D4. Boulogne fait ensuite une courte apparition en D3 (1991-1993) mais replonge ensuite au niveau inférieur après 2 onzième places. Lors de la 2e saison, cela ne suffit pas à se maintenir du fait de la création d'une division. Le retour en D4 (saison 1993-1994), se déroule mal et le club finit premier non-relégable, en juin le club est proche du dépôt de bilan avec un déficit cumulé de plus de trois millions de francs, mais la mairie et le milliardaire Jean Muselet interviennent pour sauver l'USGB (Union sportive du grand Boulogne). À la suite de ce sauvetage, Jacques Wattez hérite du fauteuil présidentiel. Sous sa conduite, le club adopte le nom de d'Union sportive Boulogne Côte d'Opale le 1er juillet 1997 après avoir raté de peu la montée en National car Raon L'Etape, l'adversaire pour la montée gagne dans les arrêts de jeu à Dijon. Les dernières dettes du club sont épongées à la suite de la campagne de Coupe de France 1998 avec plus de 7 000 spectateurs présents au stade de la Libération pour assister au match Boulogne-Olympique de Marseille en seizièmes de finale. Boulogne s'incline 1-0 tandis qu'en Championnat Boulogne est encore la première équipe du groupe à ne pas monter (4e en 1996-1997 mais 2 réserves + Raon L'Etape devant) mais finit très loin de Valenciennes qui écrase le championnat (20 points d'avance). La saison suivante, Boulogne atteint les huitièmes de finale de la coupe et s'incline face au Lille OSC juste avant de fêter son centenaire avec faste et un match de gala contre le Liverpool FC au printemps 1999 gagné 3 buts à 1.
Boulogne rate complètement la saison suivante en finissant 12e et échoue encore la saison suivante en finissant à un point de Dijon qui n'a pourtant obtenu qu'un nul et une défaite face à eux.
La saison 2000-2001 sera la bonne avec une montée couronnée d'un titre de champion.
Malheureusement, la saison en National sera couronnée d'une 17e place et donc d'une redescente immédiate. Le retour en CFA se conclut par une 5e place et la suivante par la 11e place.

## 2004-2009: L'ère Montanier, du CFA à la Ligue 1

### 2004-2007: Vers la ligue 2
Philippe Montanier, ancien gardien de but professionnel et ex-adjoint durant plusieurs années de Robert Nouzaret arrive au club et justifie rapidement la confiance de ses dirigeants car le club gagne son groupe de CFA et est promu en National.
Contrairement aux dernières années, Boulogne ne se bat pas pour le maintien en National mais pour la montée en Ligue 2. Le club finit la saison 2005-2006 de National a une prometteuse 5e place. La saison suivante, sera du même acabit puisque Boulogne retrouve la Ligue 2, le 11 mai 2007, à l'issue d'un match victorieux face au SC Toulon. Cette montée marque aussi l'avènement de Grégory Thil qui marque 31 buts pour devenir le meilleur de la saison, mais également le meilleur buteur de National sur une saison. Le club gagne donc sur le terrain sa promotion pour la Ligue 2 après 28 ans d'errements dans les divisions inférieures (D3, D4, et même DH), mais le 26 juin 2007, la DNCG, organe de contrôle de la Ligue de football professionnel (LFP), interdit au club boulonnais son engagement en Ligue 2 et le recrutement de footballeurs professionnels en raison de problèmes financiers. Le 4 juillet, elle donne finalement son feu vert, permettant au club d'évoluer officiellement en Ligue 2, 28 ans après sa dernière montée.

### 2007-2009: Les38ejournées
Pour son retour en Ligue 2, Boulogne joue logiquement le maintien. Le dernier match se déroule au stade de la Libération face aux Chamois niortais
Les équipes sont alors 16e avec (Niort 41 points et différence de buts de -9) et 18e (Boulogne 40 pts et -18). Dijon les encercle avec 41 points et -19 de différence de buts. Avant la dernière journée, Boulogne se maintient à coup sur en cas de victoire, avec un nul si Dijon perd et descend dans les autres cas. Au début de la 2e mi-temps Dijon marque et mène 1-0 à Ajaccio, Boulogne doit donc gagner pour se maintenir mais le score est toujours de 0-0 lorsque Dijon se fait rattraper (1-1) à la 80e minute. Les 5 minutes d'arrêts de jeu commencent et Boulogne doit toujours gagner pour se maintenir, et à la 93e minute un long ballon arrive dans la surface, et dans la cafouillage le défenseur Damien Perrinelle marque le seul but du match mais surtout le but du maintien en Ligue 2.
La saison suivante commence très fort puisque Boulogne est invaincu lors des 10 premières journées (6 victoires - 4 nuls) et joue les premiers rôles. Le club va ensuite marquer le pas, mais va assurer rapidement son maintien. Après ce début en fanfare, le club va perdre 1 match sur 2 lors de 20 journées suivantes pour se retrouver 5e avec 48 points à la 30e journée, à 7 points des leaders ex-aequo que sont Lens, Metz, Strasbourg 
(en définitive seul Lens montera). À la 36e journée, en match décalé l'USBCO reçoit Strasbourg, en cas de défaite la montée serait inaccessible, mais l'USBCO reste en course en disposant d'eux grâce à un but de l'inévitable Grégory Thil à la 27e minute.
La journée suivante voit un déplacement à Félix-Bollaert sur les terres de Lens, une nouvelle victoire 1-0 grâce à Ramaré et surtout la possibilité de disputer un dernier match à La Libération où Boulogne aura son destin en main.
En effet, Boulogne est alors 4e, mais Montpellier (3e) recevant Strasbourg (2e), une victoire suffira face à Amiens qui lutte pour le maintien, elle sera nette et sans bavure (4-0).
Ainsi, au terme de sa seconde saison en Ligue 2, le 29 mai 2009, Boulogne-sur-Mer, décroche sa première accession en Ligue 1. Le club devient le bizuth de la compétition, sans aucune expérience au haut niveau, cela n'était plus arrivé depuis la saison 2003-2004 avec la montée du Mans. La montée du club dans l'élite nationale du football provoque de vastes scènes de liesse en ville et dans le Boulonnais.

## 2009-: Une nouvelle ère
La 1re saison de Ligue 1 de l'histoire du club débute fort puisque le club possède 8 points après 5 matchs, mais les blessures de Daniel Moreira mais surtout celle de Grégory Thil vont démunir très vite l'attaque de Boulogne qui va sombrer assez rapidement dans le classement, ainsi pour obtenir 8 nouveaux points Boulogne va mettre 17 journées pour les obtenir, malgré du courage et de la bonne volonté Boulogne ne parviendra pas à se maintenir et retrouve donc la Ligue 2.